# مولوي محمد يونس خالص
مولوي محمد يونس خالص (1919 م − 19 يوليو 2006 م) عالم دين سني سلفي أفغاني، وأحد قادة الجهاد الإسلامي ضد السوفييت والغزو الأمريكي على أفغانستان. وهو مؤسس وقائد حزب جهادي يسمى الحزب الإسلامي خالص.
بعد انهيار الحكومة الشيوعية في كابل عام 1992م، سيطر حزبه على ولاية ننكرهار الأفغانية الشرقية المجاورة لباكستان.
وحين وصلت حركة طالبان الأفغانية إلى ولاية ننكرهار في سبتمبر من عام 1996م لم يقاتلها بل دعمها وأيدها بقوة وانضم إليها.

## ولادته
ولد في منطقة خوكياني أو ولسوالي خوكياني الواقعة في جنوب شرق ولاية ننكرهار. وذلك في عام 1919 م.

## وفاته
مات في 19 يوليو 2006 م، وقد كان عمره حين موته 87 عامًا حسب تصريحات ابنه أنوار الحق مجاهد.